# Dapaong
Dapaong – miasto w północnym Togo, w regionie Savanes. Położone jest około 500 km na północ od stolicy kraju, Lomé. W spisie ludności z 6 listopada 2010 roku liczyło 58 071 mieszkańców.